# 1. Fußball-Club Nürnberg Verein für Leibesübungen 2015-2016
Questa voce raccoglie le informazioni riguardanti lo  1. Fußball-Club Nürnberg Verein für Leibesübungen  nelle competizioni ufficiali della stagione calcistica 2015-2016.

## Stagione
Nella stagione 2015-2016 il Norimberga, allenato da Alois Schwartz, concluse il campionato di 2. Bundesliga al 3º posto e perse i play-off promozione con l'Eintracht Francoforte. In coppa di Germania il Norimberga fu eliminato agli ottavi di finale dall'Hertha Berlino.

## Rosa
| N. |                        | Ruolo | Calciatore        |
| -- | ---------------------- | ----- | ----------------- |
| 1  | Germania (bandiera)    | P     | Raphael Schäfer   |
| 2  | Slovenia (bandiera)    | C     | Mišo Brečko       |
| 3  | Norvegia (bandiera)    | D     | Even Hovland      |
| 4  | Paesi Bassi (bandiera) | D     | Davy Bulthuis     |
| 5  | Germania (bandiera)    | C     | Jürgen Mössmer    |
| 6  | Romania (bandiera)     | D     | László Sepsi      |
| 7  | Germania (bandiera)    | C     | Danny Blum        |
| 8  | Rep. Ceca (bandiera)   | C     | Jan Polák         |
| 9  | Austria (bandiera)     | A     | Guido Burgstaller |
| 14 | Germania (bandiera)    | C     | Kevin Möhwald     |
| 15 | Germania (bandiera)    | C     | Robert Koch       |
| 16 | Ungheria (bandiera)    | C     | Zoltán Stieber    |

| N. |                      | Ruolo | Calciatore          |
| -- | -------------------- | ----- | ------------------- |
| 17 | Germania (bandiera)  | C     | Sebastian Kerk      |
| 18 | Germania (bandiera)  | C     | Hanno Behrens       |
| 19 | Islanda (bandiera)   | C     | Rúrik Gíslason      |
| 22 | Germania (bandiera)  | P     | Patrick Rakovsky    |
| 23 | Germania (bandiera)  | D     | Tim Leibold         |
| 24 | Germania (bandiera)  | A     | Niclas Füllkrug     |
| 26 | Germania (bandiera)  | P     | Thorsten Kirschbaum |
| 27 | Germania (bandiera)  | C     | Philipp Hercher     |
| 29 | Germania (bandiera)  | C     | Patrick Erras       |
| 31 | Rep. Ceca (bandiera) | D     | Ondřej Petrák       |
| 33 | Austria (bandiera)   | D     | Georg Margreitter   |
| 36 | Germania (bandiera)  | A     | Cedric Teuchert     |

## Organigramma societario
Area tecnica
- Allenatore: Alois Schwartz
- Allenatore in seconda: Manuel Klökler
- Preparatore dei portieri: Daniel Klewer
- Preparatori atletici: Tobias Dippert

## Risultati

### 2. Bundesliga

#### Girone di andata
| Arbitro: | Stieler |

|                                                                         |           |                                           |
| Petersen 8’ (rig.), 11’ (rig.), 13’ Frantz 40’ Philipp 61’ Schuster 90’ | Marcatori | 44’ Möhwald 46’ Behrens 53’ (rig.) Schöpf |

| Arbitro: | Dankert |

|                                        |           |                          |
| Blum 13’ Leipertz 42’ (aut.) Polák 87’ | Marcatori | 17’ Leipertz 59’ Morabit |

| Arbitro: | Kampka |

|                           |           |                      |
| Burgstaller 54’ Stark 63’ | Marcatori | 45’ Bülow 74’ Adlung |

| Arbitro: | Welz |

|                         |           |                |
| Terodde 37’ Haberer 64’ | Marcatori | 2’ Burgstaller |

| Arbitro: | Dingert |

|             |           |  |
| Behrens 67’ | Marcatori |  |

| Arbitro: | Zwayer |

|                                    |           |                           |
| Berisha 39’ Weilandt 58’ Freis 90’ | Marcatori | 7’ Burgstaller 85’ Schöpf |

| Arbitro: | Aarnink |

|                       |           |  |
| Behrens 18’ Polák 82’ | Marcatori |  |

| Arbitro: | Rohde |

|  |           |                                        |
|  | Marcatori | 42’ Hovland 56’ Schöpf 61’ Burgstaller |

| Arbitro: | Thomsen |

|                      |           |              |
| Burgstaller 83’, 89’ | Marcatori | 4’, 48’ Klos |

| Arbitro: | Dingert |

|                                 |           |                           |
| Kaiser 8’ (rig.) Selke 11’, 16’ | Marcatori | 62’ Bulthuis 76’ Füllkrug |

| Arbitro: | Heft |

|            |           |                  |
| Schöpf 57’ | Marcatori | 90’ (rig.) Dedič |

| Duisburg 24 ottobre 2015, ore 13:00 CEST 12ª giornata | Duisburg | 0 – 0 referto | Norimberga | Schauinsland-Reisen-Arena (16 418 spett.)\| Arbitro: \| Gerach \| |
| Arbitro:                                              | Gerach   |               |            |                                                                   |

| Norimberga 2 novembre 2015, ore 20:15 CET 13ª giornata | Norimberga | 0 – 0 referto | Karlsruhe | Grundig Stadion (25 439 spett.)\| Arbitro: \| Aarnink \| |
| Arbitro:                                               | Aarnink    |               |           |                                                          |

| Arbitro: | Kampka |

|                                   |           |                                         |
| Wood 21’ Skrzybski 54’ Punčec 58’ | Marcatori | 5’ (aut.) Leistner 66’ Schöpf 75’ Erras |

| Arbitro: | Dingert |

|                          |           |             |
| Kerk 33’ Burgstaller 84’ | Marcatori | 53’ Omladič |

| Arbitro: | Storks |

|  |           |                                         |
|  | Marcatori | 18’, 43’ Füllkrug 53’ Leibold 89’ Erras |

| Arbitro: | Fritz |

|                          |           |            |
| Füllkrug 34’ Leibold 73’ | Marcatori | 89’ Stöger |

#### Girone di ritorno
| Arbitro: | Osmers |

|                                       |           |          |
| Burgstaller 14’ Föhrenbach 65’ (aut.) | Marcatori | 64’ Höhn |

| Arbitro: | Meyer |

|  |           |                                        |
|  | Marcatori | 16’ Burgstaller 60’ Schöpf 84’ Behrens |

| Arbitro: | Schriever |

|  |           |           |
|  | Marcatori | 23’ Erras |

| Arbitro: | Siebert |

|           |           |                |
| Erras 75’ | Marcatori | 66’ Terrazzino |

| Arbitro: | Stieler |

|                     |           |              |
| Demirbay 33’ (rig.) | Marcatori | 82’ Füllkrug |

| Arbitro: | Perl |

|                       |           |         |
| Kerk 40’ Füllkrug 84’ | Marcatori | 6’ Žulj |

| Arbitro: | Osmers |

|  |           |                       |
|  | Marcatori | 40’ Füllkrug 84’ Blum |

| Arbitro: | Meyer |

|                       |           |                |
| Erras 19’ Stieber 88’ | Marcatori | 22’ Böðvarsson |

| Arbitro: | Petersen |

|  |           |                                                          |
|  | Marcatori | 61’ Kerk 65’ (rig.) Füllkrug 88’ Burgstaller 90’ Behrens |

| Arbitro: | Zwayer |

|                                         |           |           |
| Petrák 70’ Füllkrug 75’ Burgstaller 90’ | Marcatori | 52’ Selke |

| Arbitro: | Gerach |

|  |           |                            |
|  | Marcatori | 67’ Füllkrug 87’, 89’ Blum |

| Arbitro: | Storks |

|             |           |                    |
| Leibold 62’ | Marcatori | 35’ Wolze 60’ Bohl |

| Arbitro: | Stegemann |

|                        |           |         |
| Meffert 43’ Torres 86’ | Marcatori | 3’ Kerk |

| Arbitro: | Thomsen |

|                                                                       |           |                       |
| Leibold 49’ Füllkrug 60’ (rig.), 67’, 90’ Burgstaller 74’ Hovland 90’ | Marcatori | 3’ Nikçi 22’ Kreilach |

| Arbitro: | Kampka |

|                                   |           |                 |
| Khelifi 43’ Reichel 59’ Sauer 66’ | Marcatori | 78’ Burgstaller |

| Arbitro: | Fritz |

|              |           |  |
| Füllkrug 22’ | Marcatori |  |

| Arbitro: | Ittrich |

|  |           |              |
|  | Marcatori | 86’ Teuchert |

#### Play-off promozione
| Arbitro: | Siebert |

|               |           |                 |
| Gaćinović 65’ | Marcatori | 42’ (aut.) Russ |

| Arbitro: | Dingert |

|  |           |               |
|  | Marcatori | 66’ Seferović |

### Coppa di Germania
| Arbitro: | Steinhaus |

|                                    |                      |                                        |
| Drexler Schwabl Klauß Kienle Menig | Tiri di rigore 1 – 2 | Behrens Brečko Schöpf Hovland Kutschke |

| Arbitro: | Fritz |

|                                                               |           |              |
| Burgstaller 10’ Behrens 17’ Füllkrug 41’ Leibold 43’ Blum 69’ | Marcatori | 72’ Demirbay |

| Arbitro: | Stieler |

|  |           |                       |
|  | Marcatori | 32’ Darida 65’ Brooks |

## Statistiche

### Statistiche di squadra
| Competizione        | Punti | In casa | In casa | In casa | In casa | In casa | In casa | In trasferta | In trasferta | In trasferta | In trasferta | In trasferta | In trasferta | Totale | Totale | Totale | Totale | Totale | Totale | DR  |
| Competizione        | Punti | G       | V       | N       | P       | Gf      | Gs      | G            | V            | N            | P            | Gf           | Gs           | G      | V      | N      | P      | Gf     | Gs     | DR  |
| ------------------- | ----- | ------- | ------- | ------- | ------- | ------- | ------- | ------------ | ------------ | ------------ | ------------ | ------------ | ------------ | ------ | ------ | ------ | ------ | ------ | ------ | --- |
| 2. Bundesliga       | 65    | 17      | 11      | 5       | 1       | 33      | 18      | 17           | 8            | 3            | 6            | 35           | 23           | 34     | 19     | 8      | 7      | 68     | 41     | +27 |
| Play-off promozione | -     | 1       | 0       | 0       | 1       | 0       | 1       | 1            | 0            | 1            | 0            | 1            | 1            | 2      | 0      | 1      | 1      | 1      | 2      | -1  |
| Coppa di Germania   | -     | 2       | 1       | 0       | 1       | 5       | 3       | 1            | 0            | 1            | 0            | 0            | 0            | 3      | 1      | 1      | 1      | 5      | 3      | +2  |
| Totale              | -     | 20      | 12      | 5       | 3       | 38      | 22      | 19           | 8            | 5            | 6            | 36           | 24           | 39     | 20     | 10     | 9      | 74     | 46     | +28 |

### Andamento in campionato
| Giornata  | 1  | 2  | 3 | 4  | 5  | 6  | 7 | 8 | 9 | 10 | 11 | 12 | 13 | 14 | 15 | 16 | 17 | 18 | 19 | 20 | 21 | 22 | 23 | 24 | 25 | 26 | 27 | 28 | 29 | 30 | 31 | 32 | 33 | 34 |
| --------- | -- | -- | - | -- | -- | -- | - | - | - | -- | -- | -- | -- | -- | -- | -- | -- | -- | -- | -- | -- | -- | -- | -- | -- | -- | -- | -- | -- | -- | -- | -- | -- | -- |
| Luogo     | T  | C  | C | T  | C  | T  | C | T | C | T  | C  | T  | C  | T  | C  | T  | C  | C  | T  | T  | C  | T  | C  | T  | C  | T  | C  | T  | C  | T  | C  | T  | C  | T  |
| Risultato | P  | V  | N | P  | V  | P  | V | V | N | P  | N  | N  | N  | N  | V  | V  | V  | V  | V  | V  | N  | N  | V  | V  | V  | V  | V  | V  | P  | P  | V  | P  | V  | V  |
| Posizione | 18 | 10 | 9 | 12 | 10 | 13 | 8 | 7 | 7 | 10 | 9  | 10 | 10 | 10 | 8  | 6  | 4  | 3  | 3  | 3  | 3  | 3  | 3  | 3  | 3  | 3  | 3  | 3  | 3  | 3  | 3  | 3  | 3  | 3  |

Legenda:

Luogo: C = Casa; T = Trasferta. Risultato: V = Vittoria; N = Pareggio; P = Sconfitta.

### Statistiche dei giocatori
| Giocatore      | 2. Bundesliga | 2. Bundesliga | 2. Bundesliga | 2. Bundesliga | Play-off promozione | Play-off promozione | Play-off promozione | Play-off promozione | Coppa di Germania | Coppa di Germania | Coppa di Germania | Coppa di Germania | Totale   | Totale | Totale      | Totale     |
| Giocatore      | Presenze      | Reti          | Ammonizioni   | Espulsioni    | Presenze            | Reti                | Ammonizioni         | Espulsioni          | Presenze          | Reti              | Ammonizioni       | Espulsioni        | Presenze | Reti   | Ammonizioni | Espulsioni |
| -------------- | ------------- | ------------- | ------------- | ------------- | ------------------- | ------------------- | ------------------- | ------------------- | ----------------- | ----------------- | ----------------- | ----------------- | -------- | ------ | ----------- | ---------- |
| R. Castellucci | -             | -             | -             | -             | -                   | -                   | -                   | -                   | -                 | -                 | -                 | -                 | -        | -      | -           | -          |
| T. Kirschbaum  | 12            | 0             | 0             | 0             | -                   | -                   | -                   | -                   | 2                 | 0                 | 0                 | 0                 | 14       | 0      | 0           | 0          |
| P. Rakovsky    | 10            | 0             | 0             | 0             | -                   | -                   | -                   | -                   | -                 | -                 | -                 | -                 | 10       | 0      | 0           | 0          |
| R. Schäfer     | 14            | 0             | 1             | 0             | 2                   | 0                   | 1                   | 0                   | 1                 | 0                 | 0                 | 0                 | 17       | 0      | 2           | 0          |
| M. Brečko      | 32            | 0             | 5             | 0             | 2                   | 0                   | 1                   | 0                   | 3                 | 0                 | 0                 | 0                 | 37       | 0      | 6           | 0          |
| D. Bulthuis    | 28            | 1             | 5             | 2             | 2                   | 0                   | 0                   | 0                   | 3                 | 0                 | 0                 | 0                 | 33       | 1      | 5           | 2          |
| E. Hovland     | 26            | 2             | 3             | 0             | 2                   | 0                   | 0                   | 0                   | 2                 | 0                 | 0                 | 0                 | 30       | 2      | 3           | 0          |
| T. Leibold     | 28            | 4             | 11            | 1             | 2                   | 0                   | 0                   | 0                   | 2                 | 1                 | 0                 | 0                 | 32       | 5      | 11          | 1          |
| G. Margreitter | 25            | 0             | 3             | 1             | 2                   | 0                   | 0                   | 0                   | 1                 | 0                 | 0                 | 0                 | 28       | 0      | 3           | 1          |
| L. Mühl        | 1             | 0             | 0             | 0             | -                   | -                   | -                   | -                   | -                 | -                 | -                 | -                 | 1        | 0      | 0           | 0          |
| O. Petrák      | 15            | 1             | 0             | 0             | 2                   | 0                   | 0                   | 0                   | 1                 | 0                 | 0                 | 0                 | 18       | 1      | 0           | 0          |
| L. Sepsi       | 26            | 0             | 5             | 0             | 2                   | 0                   | 0                   | 0                   | 2                 | 0                 | 0                 | 0                 | 30       | 0      | 5           | 0          |
| H. Behrens     | 33            | 5             | 5             | 0             | 2                   | 0                   | 0                   | 0                   | 3                 | 1                 | 0                 | 0                 | 38       | 6      | 5           | 0          |
| D. Blum        | 29            | 4             | 5             | 0             | 2                   | 0                   | 0                   | 0                   | 3                 | 1                 | 2                 | 0                 | 34       | 5      | 7           | 0          |
| P. Erras       | 16            | 5             | 3             | 0             | -                   | -                   | -                   | -                   | 1                 | 0                 | 0                 | 0                 | 17       | 5      | 3           | 0          |
| R. Gíslason    | 11            | 0             | 2             | 0             | 2                   | 0                   | 0                   | 0                   | 1                 | 0                 | 0                 | 0                 | 14       | 0      | 2           | 0          |
| S. Kerk        | 16            | 4             | 2             | 0             | 2                   | 0                   | 1                   | 0                   | -                 | -                 | -                 | -                 | 18       | 4      | 3           | 0          |
| R. Koch        | 1             | 0             | 0             | 0             | -                   | -                   | -                   | -                   | -                 | -                 | -                 | -                 | 1        | 0      | 0           | 0          |
| K. Möhwald     | 27            | 1             | 4             | 0             | -                   | -                   | -                   | -                   | 3                 | 0                 | 1                 | 0                 | 30       | 1      | 5           | 0          |
| J. Mössmer     | 1             | 0             | 0             | 0             | -                   | -                   | -                   | -                   | -                 | -                 | -                 | -                 | 1        | 0      | 0           | 0          |
| J. Polák       | 15            | 2             | 6             | 0             | -                   | -                   | -                   | -                   | 2                 | 0                 | 0                 | 0                 | 17       | 2      | 6           | 0          |
| Z. Stieber     | 6             | 1             | 0             | 1             | -                   | -                   | -                   | -                   | -                 | -                 | -                 | -                 | 6        | 1      | 0           | 1          |
| G. Burgstaller | 33            | 13            | 8             | 0             | 2                   | 0                   | 1                   | 0                   | 3                 | 1                 | 1                 | 0                 | 38       | 14     | 10          | 0          |
| N. Füllkrug    | 30            | 14            | 3             | 0             | 2                   | 0                   | 0                   | 0                   | 2                 | 1                 | 0                 | 0                 | 34       | 15     | 3           | 0          |
| P. Hercher     | 2             | 0             | 0             | 0             | -                   | -                   | -                   | -                   | -                 | -                 | -                 | -                 | 2        | 0      | 0           | 0          |
| C. Teuchert    | 4             | 1             | 1             | 0             | -                   | -                   | -                   | -                   | -                 | -                 | -                 | -                 | 4        | 1      | 1           | 0          |
| S. Kutschke    | 5             | 0             | 1             | 0             | -                   | -                   | -                   | -                   | 1                 | 0                 | 0                 | 0                 | 6        | 0      | 1           | 0          |
| A. Schöpf      | 19            | 6             | 2             | 0             | -                   | -                   | -                   | -                   | 3                 | 0                 | 0                 | 0                 | 22       | 6      | 2           | 0          |
| N. Stark       | 4             | 1             | 0             | 0             | -                   | -                   | -                   | -                   | 1                 | 0                 | 0                 | 0                 | 5        | 1      | 0           | 0          |
| J. Sylvestr    | 3             | 0             | 0             | 0             | -                   | -                   | -                   | -                   | 2                 | 0                 | 0                 | 0                 | 5        | 0      | 0           | 0          |